# Flughafen Scharm asch-Schaich

i8
i11
i13

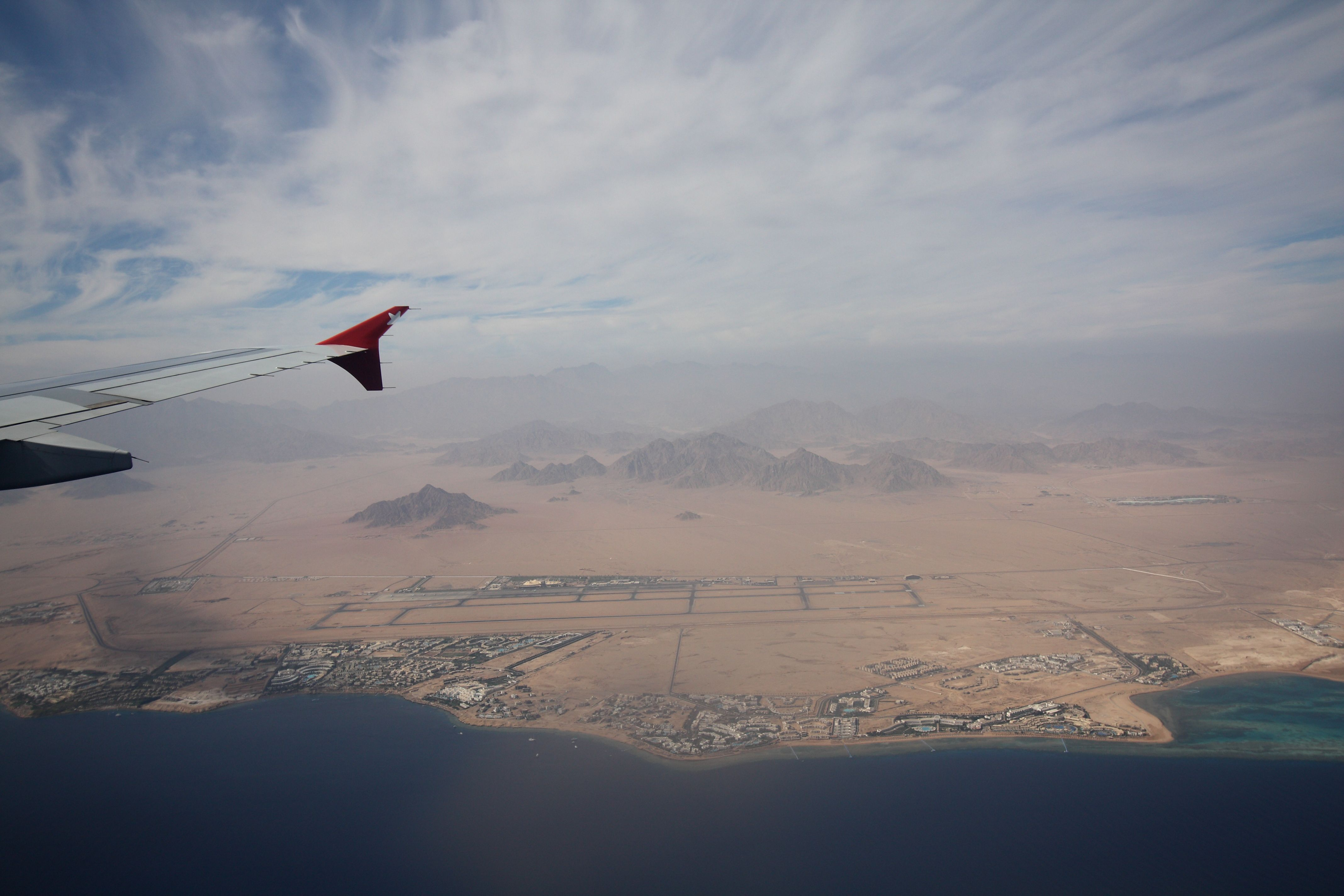
Blick auf den Flughafen und das Umland

Der Flughafen Scharm asch-Schaich (englisch Sharm el-Sheikh International Airport, arabisch مطار شرم الشيخ الدولي Maṭār Scharm asch-Schaich ad-Daulī, früher Ophira International Airport, IATA-Code: SSH, ICAO-Code: HESH) ist der Flughafen der ägyptischen Stadt Scharm asch-Schaich und liegt in direkter Nähe zum Stadtzentrum. Er ist nach Kairo der zweitgrößte Flughafen Ägyptens.

## Fluggesellschaften und Ziele
Der Flughafen bietet nationale Linienflüge nach Kairo, Luxor und Alexandria sowie fünfmal wöchentlich einen internationalen Flug nach London-Luton an. Zahlreiche Chartergesellschaften aus ganz Europa bedienen den Flughafen.

## Geschichte
Der Flughafen wurde 1968 als Stützpunkt der israelischen Luftwaffe gebaut. Mit dem Israelisch-ägyptischen Friedensvertrag von 1979 wurde die Halbinsel Sinai inklusive Flughafen an Ägypten zurückgegeben.
Im Mai 2007 wurde auf dem Flughafen ein zweites Terminal mit einer neuen Kapazität von 8 Millionen Passagieren im Jahr eröffnet. 40 Check-in-Schalter und 6 Fluggastbrücken wurden konzipiert, um eine noch größere Zahl an Linien- und Charterflügen abzufertigen. Das Terminal umfasst insgesamt 43.000 m² auf zwei Etagen und besteht aus drei Flügeln.
Ausbau
Im Oktober 2015 wurde ein 671 Millionen Dollar teurer Ausbau bekannt gegeben. Dabei soll die Kapazität des Flughafens von 10 auf 18 Millionen Passagiere pro Jahr ausgebaut werden. Dafür wird ein drittes Terminal, eine neue Landebahn und ein neuer Tower gebaut. 50 Millionen Dollar wurden vom China-Africa Development Fund als Darlehen für das Projekt versprochen.

## Flugunfälle
In den Jahren 2004 und 2015 ereigneten sich zwei Zwischenfälle mit Maschinen, die vom Flughafen Scharm asch-Schaich gestartet waren. Insgesamt starben 372 Menschen an Bord der beiden Maschinen. Hierbei handelt es sich um die zwei schwersten Flugunfälle in Ägypten:
- Am 3. Januar 2004 stürzte in den frühen Morgenstunden eine Boeing 737-3Q8 (SU-ZCF) der Flash Airlines auf dem Flug nach Paris-Charles de Gaulle kurz nach dem Start vom Flughafen Scharm asch-Schaich ins Rote Meer. Bei dem Unfall kamen alle 135 Passagiere und alle 13 Besatzungsmitglieder ums Leben (siehe auch Flash-Airlines-Flug 604).
- Am 31. Oktober 2015 stürzte ein Airbus A321-231 mit 217 Passagieren und sieben Besatzungsmitgliedern an Bord auf dem Flug von Scharm asch-Schaich nach St. Petersburg etwa 20 Minuten nach dem Start in der Sinai-Halbinsel ab. Das Flugzeug war mit dem Kennzeichen EI-ETJ in Irland registriert und von Metrojet geleast. Alle Insassen (224 Menschen) kamen ums Leben.[3] Die terroristische Vereinigung „Islamischer Staat“ (IS) behauptete, für den Absturz verantwortlich zu sein.[4] Auch die Ermittler gehen davon aus, dass eine Bombe den Absturz verursachte. Im Januar 2016 wurde ein Techniker der Egypt Air verhaftet, der verdächtigt wurde, zusammen mit zwei Polizisten und einem Mitarbeiter der Gepäckabfertigung die Bombe an Bord der Maschine geschmuggelt zu haben.[5] Es ist das bisher schwerste Unglück eines Flugzeugs der A320-Familie (siehe auch Kogalymavia-Flug 9268).[6]